# Media Tenor
Media Tenor International AG ist ein Schweizer Unternehmen für Medienanalysen. Das in Rapperswil-Jona (zuvor Zürich und Lugano) eingetragene Unternehmen untersucht Medien mit der Methode der qualitativen Inhaltsanalyse. Das Unternehmen unterhält nach eigenen Angaben Standorte in Afrika, Asien, Europa und Nordamerika und untersucht den Einfluss von Medien auf die Wahrnehmung und das Verhalten von Menschen. Media Tenor wirkt unter anderem neben mehreren Organisationen an der Erstellung des Oekonomen mit.

## Unternehmensgeschichte
Der Unternehmer Roland Schatz hat seit 1985 unter verschiedenen, oft ähnlichen Namen in unterschiedlichen Ländern mehrere Firmen mit verwandten Tätigkeiten gegründet. Begonnen hat Schatz mit dem Periodikum Innovatio, dessen Erscheinen 1992 eingestellt wurde. Deren spätere Herausgeberin, die Innovatio Verlags GmbH, bestand von 1990 bis 1995. 1993 gründete er den Medien Monitor-Verein für Medieninhaltsanalyse e. V. Dieser fungierte als Herausgeber der ab 1994 zunächst 14-täglich erscheinenden Publikation Medien Monitor. Aufgrund einer Intervention des WDR wegen Verwechslungsgefahr mit seinem TV-Magazin Monitor wurde der Medien Monitor nach einigen Wochen in Medien Tenor umbenannt; der Verein nannte sich dann nur noch Verein für Medieninhaltsanalyse e. V. Verlag des Medien Tenor Forschungsberichts wiederum war die 1987 gegründete Innovatio Verlags AG mit ursprünglichem Sitz im Schweizer Fribourg. Es folgten wie bei den diversen Media-Tenor-Firmen Sitzverlegungen nach Lugano, Zürich und Rapperswil-Jona.
Späterer Herausgeber des Medien Tenor Forschungsberichts war bis März 2005 die Medien Tenor Institut für Medienanalysen GmbH, die 2005 in die Insolvenz geriet. Schatz machte für die Insolvenz eine schlechte Zahlungsmoral seiner Kunden wie Fiat und Volkswagen verantwortlich, umstritten war die Forderung aus einem Auftrag der Deutschen Bank. Insolvenzverwalter Dirk Obermüller hingegen sah einen strategisch ungünstigen Immobilienkauf als einen der Hauptgründe der Zahlungsunfähigkeit.
Beim Nachfolgeunternehmen Media Tenor Deutschland GmbH wurde Schatz zwischenzeitlich als Geschäftsführer entlassen, später jedoch wieder eingestellt. In Bonn gegründet, wurde das Unternehmen im Oktober 2007 nach Rolandseck (Handelsregister Amtsgericht Koblenz) umgemeldet. Als Sitz wurde Lugano in der italienischsprachigen Schweiz angegeben, während die Unternehmensadresse nach wie vor auf Rolandseck lautete.
Am 22. November 2007 ist beim Finanzamt Bonn die vorläufige Insolvenz der Media Tenor Deutschland GmbH beantragt worden. Am 2. Januar 2008 wurde das Insolvenzverfahren über die Firma eröffnet. In Bonn klagten ehemalige Mitarbeiter gegen das Unternehmen, weil ihnen nach eigenen Angaben nicht ordnungsgemäß gekündigt wurde. Mittlerweile lautet die Firmierung des Unternehmens Media Tenor International AG, die Postanschrift wird nach mehreren Adresswechseln heute in Rapperswil-Jona geführt. Die insolvente Medien Tenor Institut für Medienanalysen GmbH wurde 2017 wegen Vermögenslosigkeit von Amts wegen aus dem Handelsregister des Amtsgerichts Bonn gelöscht. Bereits 2008 hatte das Amtsgericht Koblenz von Amts wegen die Auflösung der Media Tenor Deutschland GmbH ins Handelsregister eingetragen; 2012 wurde dann Roland Schatz – ebenfalls von Amts wegen – gemäß § 395 FamFG (Löschung unzulässiger Eintragungen) als Geschäftsführer gelöscht.
Eine parallel im britischen Dover betriebene Media Tenor Limited wurde bereits zum Januar 2005 zwangsweise aus den Registern gelöscht. Nach einem Auszug der Agentur Companies House, die dem britischen Handels- und Wirtschaftsministerium unterstellt ist, kam die Gesellschaft ihren Berichtspflichten letztmals im Frühjahr 2002 nach.
Staatsanwaltliche Ermittlungen führten 2010 zur Anklage gegen Schatz. Vom 23. Februar bis 1. Juli 2010 wurde vor dem Landgericht Bonn das Verfahren wegen Untreue, betrügerischen Bankrotts, Insolvenzverschleppung und Vorenthaltens von Arbeitnehmeranteilen für die Sozialversicherung und die Pensionskasse verhandelt. Schatz war am Ende zu 11 Fällen geständig und wurde zu einer Bewährungsstrafe verurteilt mit der Auflage, dass er für alle Beschäftigten die ausstehenden Sozialbeiträge nachzahlt. Das Oberlandesgerichts Köln korrigierte das Urteil später in einigen Details der Bewährungsauflagen. Das Bundesverfassungsgericht nahm die eingereichte Beschwerde von Schatz zur Bewährungsstrafe nicht an. Gegen das Urteil wehrte sich Schatz (2012) mit einer Beschwerde beim Europäischen Gerichtshof für Menschenrechte.
- 1993 Gründung des Medien Monitor Vereins für Medienanalyse. e. V. in Deutschland
- 1994 Umbenennung in Medien Tenor, da der WDR seine wirtschaftliche Grundlage durch die Publikation des achtseitigen Newsletters gefährdet sah.
- 1996 Gründung Media Tenor Ltd. in UK sowie in Tschechien
- 1997 zusätzliche Gründung Medien Tenor Institut für Medienanalyse GmbH in Deutschland für die weitere Durchführung der Analysen in Leipzig, während der Verein parallel dazu in Bonn unter Leitung von Prof. Wolfgang Donsbach weitergeführt wurde (Insolvenz 2005)
- Überführung der Englischen Ltd. in die Neugründung (Media Tenor Ltd.) in den USA zu Beginn der seitdem durchgeführten US-Wahlanalysen
- 2000 Gründung Media Tenor South Afrika
- 2005 Gründung der Media Tenor Deutschland GmbH und Übernahme aller Rechte und Pflichten der Medien Tenor Institut für Medienanalyse GmbH (Auflösung 2008)
- 2005 Gründung der Media Tenor International AG in der Schweiz
- 2012 Gründung Media Tenor Vietnam
- 2015 Gründung der Media Tenor GmbH in Österreich

## Methodik
Media Tenor beansprucht für sich, den Inhalt meinungsbestimmender Medien Aussage für Aussage quantitativ und qualitativ auszuwerten. Neben den einzelnen Aussagen werde auch erfasst, ob sie mit negativen oder positiven Wertungen daher kommen oder neutral bleiben. Welche Aussagen wie erfasst werden, schreibe ein „Codebuch“ vor, welches nach eigenen Angaben inzwischen 115.000 Kennzahlen umfasst. Jeder Kodierer durchlaufe eine Schulung, bevor seine Auswertungen verwendet werden. Zudem fänden stichprobenartig Reliabilitätstests statt, wodurch eine Genauigkeitsrate von mindestens 87 Prozent gewährleistet werden soll. Forschungsergebnisse von Media Tenor spielten beispielsweise des Öfteren eine kontroverse Rolle in Diskussionen über die Qualität der öffentlich-rechtlichen Medien sowie über Rundfunkgebühren.
Ein ehemaliger Medienanalytiker des Unternehmens berichtet, dass die „Codebücher“ während laufender Untersuchungen geändert worden seien. So habe man auf Anweisung der Unternehmensleitung nachträglich die Kriterien verändert, wenn „in der Research-Abteilung, der Abteilung, in der die Auswertung gemacht wird, festgestellt wurde, dass die Auswertung gar nicht mit dem übereinstimmt, was man sich gedacht hatte“.

## Beirat
Media Tenor unterhält einen Beirat, dem rund 20 Wissenschaftler, Journalisten und Manager aus 9 Ländern angehören. Prominente Mitglieder sind Donald Shaw (University of North Carolina at Chapel Hill) und Maxwell McCombs (University of Texas, Austin), die zu den Mitbegründern der Agenda-Setting-Forschung gehören. Von 2006 bis 2008 war der Kriminologe und frühere Justizminister von Niedersachsen, Christian Pfeiffer Mitglied des Beirates. Frühere Mitglieder waren u. a.: Brigitte Seebacher-Brandt, Hans Mathias Kepplinger, Fritz Goergen, Peter Glotz, Thomas Kielinger, Thomas Leif, Roger de Weck, Freya Klier, Mathias Döpfner.
Nach Angaben des Unternehmens besteht aktuell (2016) folgender Beirat:
| Beirat               | Organisation                                                                                         | Eintritt     |
| -------------------- | --- | ------------ |
| Frank Brettschneider | Universität Hohenheim                                                                                | Januar 1999  |
| Stephen Coleman      | University of Leeds                                                                                  | Januar 1999  |
| Eli Pollak           | Weizmann-Institut für Wissenschaften                                                                 | April 1999   |
| Donald Shaw          | University of North Carolina at Chapel Hill                                                          | Januar 2004  |
| Francesco de Leo     | CEO Green CommChallenge, Los Angeles                                                                 | Januar 2004  |
| Holli A. Semetko     | Emory University                                                                                     | Januar 2004  |
| Max McCombs          | University of Texas at Austin                                                                        | Januar 2004  |
| Robert G. Eccles     | Harvard Business School                                                                              | Oktober 2004 |
| Nitin Nohria         | Professor Business Administration of Dean Harvard Business School, Boston                            | Januar 2005  |
| Michael B. Goodman   | Director Corporate Communication Institute, New York                                                 | Oktober 2006 |
| Shiping Liu          | Chief Scientist & Associate Director of CAS Financial Technology Center, Chairman of GBICC, Shanghai | Oktober 2006 |
| Jan-Egbert Sturm     | Director, KOF, Zürich                                                                                | Juli 2007    |
| Frank Go             | Rotterdam School of Management, Erasmus-Universität Rotterdam                                        | Januar 2009  |
| Michel Ogrizek       | International Communications Expert, Paris                                                           | Januar 2009  |
| Alisa Miller         | CEO, Public Radio International, Minneapolis                                                         | Januar 2011  |
| Bernard Kalb         | former Assistant Secretary of State for Public Affairs, State Department, Washington DC              | Januar 2011  |
| Christoph Frei       | Director General, World Energy Council, London                                                       | Januar 2011  |
| Eli Khoury           | Founder and CEO, Quantum Group, Saatchi & Saatchi MENA, Beirut                                       | Januar 2011  |
| Farhad Dilmaghani    | President of DeutschPlus                                                                             | Januar 2011  |
| Nakhle El-Hage       | Editor-in-Chief, Al Arabiyah, Dubai                                                                  | Januar 2011  |
| Stephen Killilea     | Founder and CEO, Institute for Economics and Peace, Sydney                                           | Januar 2011  |
| Ulrik Haagerup       | Editor-in-Chief, DR-TV, Copenhagen                                                                   | Januar 2011  |

## Partner und Beteiligungen
Publikationen von Media Tenor sind Grundlage für mehrere Publikationen über den Einfluss der Medien in verschiedenen Feldern.
Der Online-Mediendienst Kress nutzt das Zitate-Ranking von Media Tenor. Media Tenor ist neben mehreren anderen Organisationen an der Erstellung des jährlichen Ökonomen-Einflussrankings beteiligt, welches 2013 zum ersten Mal für Deutschland in der FAZ  und seit 2014 zusätzlich für Österreich in Die Presse und für die Schweiz in der NZZ veröffentlicht wird.
Der Versicherungskonzern Allianz kooperierte mit Media Tenor um Unternehmen Reputationsschutz-Versicherungen gegen „Shitstorms“ im Internet anzubieten.

## Kontroversen
Dem Vorläuferunternehmen Medien Tenor wurde von Kritikern vorgeworfen, Zahlen ohne wissenschaftliche Grundlagen zu veröffentlichen und die Ergebnisse für Kampagnen vor allem gegen öffentlich-rechtliche Anbieter zu nutzen. So habe Medien Tenor behauptet, ein Quotenanstieg der Tagesschau im ersten Halbjahr 2004 habe vorwiegend an den hohen Zuschauerzahlen während der Halbzeitpausen von übertragenen EM-Spielen gelegen. Tatsächlich aber wurde die Tagesschau in keiner einzigen EM-Halbzeitpause gesendet. Auch wurde behauptet, die Sendezeit der Tagesschau werde von den Zuschauern vorwiegend zum Toilettengang genutzt und die tatsächliche Zuschauerzahl sei damit deutlich geringer. Statistiken von Wasserwerken über den Verbrauch würden dies belegen. Medien Tenor konnte nach der Veröffentlichung dieser Aussagen laut dem NDR-Magazin Zapp keine entsprechende Statistik vorlegen, blieb aber bei seiner Darstellung.
Auch die von Medien Tenor veröffentlichte Rangliste Mediendax 30 stieß auf Kritik. Medien Tenor erwirkte nach eigener Angabe einstweilige Verfügungen gegen einen der Kritiker, Klaus Merten von der Universität Münster.
Besondere öffentliche Aufmerksamkeit erlangte eine von der zum Springer-Verlag gehörenden Bild am Sonntag in Auftrag gegebene und im August 2006 veröffentlichte Untersuchung von Media Tenor über die TV-Berichterstattung im Konflikt zwischen Israel und der Hisbollah. Media-Tenor-Geschäftsführer Roland Schatz behauptete, die Berichterstattung der Nachrichtensendungen von ARD und ZDF sei einseitig und ziele darauf ab, Israel nur als Täter darzustellen. Weitergehend sprach er von einer „jahrelangen negativen Darstellung Israels“ im öffentlich-rechtlichen Fernsehen. Die Fernsehsender wiesen Schatz’ Behauptungen zurück und forderten ihn auf, die Methodik und die Basisdaten seiner Untersuchung öffentlich zu machen. Schatz weigerte sich jedoch, die Daten herauszugeben. Die ARD verwies darauf, dass das Hans-Bredow-Institut nach Prüfung des im Internet verfügbaren Untersuchungsberichts zu dem Ergebnis kam, er sei „nicht ergebnisoffen“ und „nicht wissenschaftlich“. Außerdem dürfe die Vorgängerfirma Medien Tenor nach einem Urteil des Oberlandesgerichts Köln der „Datenmanipulation“ bezichtigt werden. Nach einem von der ARD angestrengten Verfahren war Geschäftsführer Schatz aufgrund zahlreicher falscher Aussagen zu einer umfangreichen Gegendarstellung und zu Unterlassung verurteilt worden.
In die Kritik geriet Media Tenor wiederholt auch wegen seines Verhaltens gegenüber seinen Beschäftigten. So wurde sowohl in Deutschland als auch in der Schweiz der Vorwurf verspäteter Gehaltsauszahlungen laut.
Anfang 2019 gerät Media Tenor wieder in Kritik, nachdem die „Bild-Zeitung“ die „Klare Meinungsführerschaft“ für sich reklamiert – das Ganze „laut des angesehenen Zitate-Rankings von Media Tenor“.